# Róaldur Jacobsen
Róaldur Jacobsen (23 gennaio 1991) è un ex calciatore faroese, di ruolo centrocampista.